# Sematoneura abitus
Sematoneura abitus är en fjärilsart som beskrevs av Heinrich 1956. Sematoneura abitus ingår i släktet Sematoneura och familjen mott. Inga underarter finns listade i Catalogue of Life.